# Барриос, Хуан Луис
Хуан Луис Барриос Ньевес (исп. Juan Luis Barrios Nieves; род. 24 июня 1983, Мехико) — мексиканский легкоатлет, специалист по бегу на средние и длинные дистанции, кроссу и марафону. Выступает за сборную Мексики по лёгкой атлетике с 2000 года, победитель Панамериканских игр, восьмикратный чемпион Игр Центральной Америки и Карибского бассейна, многократный победитель и призёр первенств национального значения, действующий рекордсмен Мексики в беге на 5000 метров в помещении, участник двух летних Олимпийских игр.

## Биография
Хуан Луис Барриос родился 24 июня 1983 года в Мехико.
Впервые заявил о себе на международном уровне в сезоне 2000 года, когда вошёл в состав мексиканской национальной сборной и выступил в беге на 800 метров на юниорском первенстве Центральной Америки и Карибского бассейна в Сан-Хуане.
В 2001 году стартовал в юниорском зачёте на чемпионате мира по кроссу в Остенде, был пятым и третьим в дисциплинах 800 и 1500 метров на чемпионате Центральной Америки и Карибского бассейна в Гватемале, в тех же дисциплинах выиграл две серебряные медали на юниорском панамериканском первенстве в Санта-Фе, одержал победу на кроссовом чемпионате Центральной Америки и Карибского бассейна в Саутгемптоне.
В 2002 году участвовал в юниорском забеге на чемпионате мира по кроссу в Дублине, на дистанциях 800 и 1500 метров занял девятое и шестое места на иберо-американском чемпионате в Гватемале, выиграл серебряную и золотую медали на юниорском первенстве Центральной Америки и Карибского бассейна в Бриджтауне. На юниорском мировом первенстве в Кингстоне показал восьмой результат в дисциплине 1500 метров. В той же дисциплине завоевал золотую медаль на Играх Центральной Америки и Карибского бассейна в Сан-Сальвадоре.
В 2003 году в беге на 1500 метров победил на чемпионате Центральной Америки и Карибского бассейна в Сент-Джорджесе, финишировал пятым на Панамериканских играх в Санто-Доминго.
В 2005 году выиграл чемпионат NACAC по кроссу в Клермонте, стартовал на кроссовом чемпионате мира в Сен-Гальмье, победил в беге на 5000 метров на чемпионате Центральной Америки и Карибского бассейна в Нассау.
В 2006 году вновь был лучшим на кроссовом чемпионате NACAC в Клермонте, принял участие в чемпионате мира по кроссу в Фукуоке, завоевал золотые награды в дисциплинах 1500 и 5000 метров на Играх Центральной Америки и Карибского бассейна в Картахене.
В 2007 году стал серебряным призёром в беге на 1500 и 5000 метров на Панамериканских играх в Рио-де-Жанейро, в тех же дисциплинах соревновался на чемпионате мира в Осаке.
Благодаря череде удачных выступлений удостоился права защищать честь страны на летних Олимпийских играх 2008 года в Пекине — в дисциплине 5000 метров благополучно преодолел предварительный квалификационный этап, тогда как в решающем финальном забеге с результатом 13:19,79 финишировал седьмым.
На чемпионате мира 2009 года в Берлине занял 18-е место в беге на 10000 метров.
В 2010 году участвовал в кроссовом чемпионате мира в Быдгоще, победил в беге на 1500 и 5000 метров на Играх Центральной Америки и Карибского бассейна в Маягуэсе.
На домашних Панамериканских играх 2011 года в Гвадалахаре превзошёл всех соперников на дистанции 5000 метров и завоевал золотую медаль. Начиная с этого сезона пробовал себя на марафонской дистанции, в частности с результатом 2:14:10 занял 12-е место на Нью-Йоркском марафоне.
В 2012 году бежал 3000 метров на чемпионате мира в помещении в Стамбуле, стал восьмым в дисциплине 5000 метров на Олимпийских играх в Лондоне.
В 2013 году в беге на 5000 метров выиграл чемпионат Центральной Америки и Карибского бассейна в Морелии, стартовал в беге на 10000 метров на чемпионате мира в Москве, занял 22-е место на Фукуокском марафоне (2:21:47).
Сезон 2014 года начал с четвёртого места на Нью-Йоркском полумарафоне. Помимо этого, выиграл бег на 3000 метров на иберо-американском чемпионате в Сан-Паулу и бег на 5000 метров на Панамериканском спортивном фестивале в Мехико, одержал победу в дисциплинах 5000 и 10000 метров на Играх Центральной Америки и Карибского бассейна в Веракрусе.
В 2015 году с результатом 2:18:06 занял 12-е место на Нью-Йоркском марафоне.
В 2017 году был четвёртым на марафоне в Мехико (2:18:26).
В 2018 году в рамках Токийского марафона установил свой личный рекорд — 2:10:55. Победил в беге на 10000 метров на Играх Центральной Америки и Карибского бассейна в Барранкилье. Занял 11-е место на Нью-Йоркском марафоне (2:13:55).
В 2019 году стал бронзовым призёром Лос-Анджелесского марафона (2:11:59), пробежал Торонтский марафон (2:11:52).
В 2020 году с результатом 2:11:37 занял 16-е место на Лондонском марафоне.